# Die Frau als Hausärztin

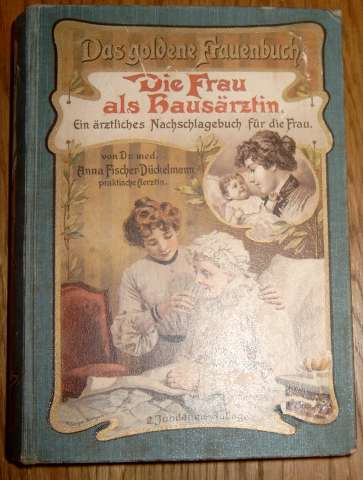
Buchdeckel der Ausgabe 1905

Illustrationsbeispiel: Ansicht des Kehlkopfes durch den Kehlkopfspiegel

Das „goldene Frauenbuch“ Die Frau als Hausärztin mit dem Untertitel Ein ärztliches Nachschlagebuch für die Frau erschien 1901 zum ersten Mal und erreichte 1913 eine Millionen-Auflage.
Das universelle Nachschlagewerk gab umfassenden Rat in allen Alltagsfragen des weiblichen Lebens: Körper, Geist, Lebensweise, Ernährung, Gesundheit, Hygiene, Ehe, Kinder und Moral. Tabuthemen wie Masturbation, Homosexualität, Ehebruch, Verhütung, Frigidität und Unfruchtbarkeit wurden behandelt. Vieles des Geschriebenen war im Sinne der um das Jahr 1900 propagierten Lebensreform, zum Beispiel bequeme Schuhe und Kleidung, damals empfohlen als „Reformkleider“.

## Autorin
Die Autorin Anna Fischer-Dückelmann (1856–1917) war Tochter des österreichischen Militärarztes Friedrich Dückelmann und mit dem Philosophen Arnold Fischer verheiratet. Als Mutter von drei Kindern begann sie 1890 ein Medizinstudium und promovierte in Zürich 1896. Von 1897 bis 1914 führte sie eine Arztpraxis für Frauen- und Kinderheilkunde in Oberloschwitz bei Dresden. Beim Ausbruch des Weltkrieges zog sie auf den Monte Verità bei Ascona im Tessin, dem damaligen Zentralfluchtpunkt der Aussteiger, Reformer und Weltverbesserer, wo sie bereits 1913 ein Grundstück in der Nähe der dortigen Naturheilanstalt auf freigenossenschaftlicher Grundlage erworben hatte.

## Versionen (Auswahl)
Das Buch wurde von der engagierten Autorin selbst mehrmals überarbeitet und modernisiert und auch von anderen Autoren nachgeahmt. Es war eines der erfolgreichsten Pionierwerke der sexuellen Aufklärung, eine Fibel der Hygiene und Gesundheitspflege, vorbildlich in der Naturheilkunde, die von der Autorin eifrig propagiert wurde.
Der vollständige Titel lautete (1913): Die Frau als Hausärztin. Ein ärztliches Nachschlagebuch der Gesundheitspflege und Heilkunde in der Familie mit besonderer Berücksichtigung der Frauen- und Kinderkrankheiten, Geburtshilfe und Kinderpflege
Eine Auswahl der wichtigsten Ausgaben:
- Millionen-Jubiläums-Ausgabe: Süddeutsches Verlags-Institut, München 1913, XII + 1024 Seiten mit 496 Original-Illustrationen, 38 chromolithographierten Tafeln und dem Portrait der Verfasserin
  - nach 1918 mit einem 20-seitigen Anhang Was uns der Krieg lehrte. Neuerfahrungen auf den Gebieten der Ernährung, der Nachbehandlung Kriegsverletzter und des Bevölkerungszuwachses
- Dritte-Million-Ausgabe: Neue Dritte-Million-Ausgabe mit Einführungen in die deutsche Rassenpflege, hrsg. v. E. A. Müller u. O. Väth, 1040 S., mit 402 Original-Illustrationen, 47 schwarzen und farbigen Tafeln und einem zerlegbaren Modell des menschlichen Körpers, Süddeutscher Verlag, Stuttgart (nach 1930)
- Volksausgabe: völlig neu bearbeitete Volksausgabe der Ausgabe von 1929 von E. A. Müller mit dem Untertitel Ein ärztlicher Ratgeber für die Frau in gesunden und kranken Tagen, mit zahlreichen illustrationen auf schwarzen und farbigen, teilweise zerlegbaren Tafeln nebst Gesamtregister mit einem medizinischen Fremdwörterbuch, Süddeutscher Verlag, Stuttgart 1950 (Julius Müller Nachfolger), 640 S.
- Neue große Jubiläums-Ausgabe: Neu bearbeitet von E. A. Mueller. Mit einer Beigabe: Wie sehe ich aus. Der männliche und weibliche Körper in 16 farbigen, zum Teil zerlegbaren Abbildungen, Süddeutscher Verlag, Stuttgart 1951, 924 S.
- Neu-Ausgabe 1979: neu bearbeitet von Hans-Jürgen Lewitzka-Reitner und G. Leibold, Falken, Niedernhausen 1979, 808 S.